# إيفان بورودين
إيفان بورودين (الروسية: Бородин, Иван Парфеньевич) (و. 1847 – 1930 م) هو عالم نبات من الإمبراطورية الروسية، والاتحاد السوفيتي، ولد في فيليكي نوفغورود، كان عضوًا في الأكاديمية الروسية للعلوم، توفي في سانت بطرسبرغ، عن عمر يناهز 83 عاماً.

## التعليم
تعلم في جامعة سانت بطرسبرغ الحكومية
.